# Miklós enoszi uralkodó
Miklós enoszi uralkodó szül. Niccolò Gattilusio (megh. Enosz, 1409. k.) genovai származású kalóz, I. Ferenc leszboszi uralkodó testvére és társuralkodója, Enosz kis-ázsiai városának uralkodója, 1384 és 1387 között Leszbosz régense.
Szüleik neve nem ismert, de anyai ágról valószínűleg a genovai Doria családtól származnak. Bátyjával részt vett a kalóz kalandokban, majd 1354-ben segítséget nyújtottak V. János bizánci császárnak a bizánci polgárháborúban, hogy a császár visszafoglalhassa a trónját. Francesco a segítségért cserébe megkapta Mária konstantinápolyi hercegnő kezét, illetve Leszbosz szigetét. Bátyja olyan sikeres lett, hogy további szigetek kerültek a hatalma alá és a Genovai Köztársaság kezén levő Enosz városát is elnyerte 1376-ban, amit aztán Miklósnak adományozott.
Ferenc 1384-es tragikus halála után Miklós irányította egy darabig Leszboszt, mert unokaöccse, Jakab, akit II. Ferenc néven tettek meg a sziget arkhónjává, még kiskorú volt, ezért Miklós ellátta a régens szerepét.
Házasságáról semmit sem tudni, csupán lányának a neve ismert, akit Mariettának hívtak. Mivel utódja nem volt, egyik unokaöccse Palamédész került Enosz városának élére halálát követően.
1. 1 2  Dizionario Biografico degli Italiani (olasz nyelven), 1960 (Hozzáférés: 2018. november 21.)